# Bernard Šafařík
Bernard Šafařík (* 24. května 1948, Kutná Hora) je švýcarsko-český režisér a scenárista. Je čestným občanem městské části Praha 5.

## Životopis
Po základní škole nesměl začít studovat na gymnáziu. V roce 1963 nastoupil jako učeň do smíchovského pivovaru, přihlásil se na potravinářskou průmyslovku, přešel na gymnázium, kde v roce 1967 maturoval. Začal psát povídky, z nichž některé vysílal Československý rozhlas.
Po maturitě v roce 1968 emigroval do Ženevy, odtam odjel studovat do Basileje na stipendium pro uprchlíky. Na tamní univerzitě studoval filosofii, dějiny a literaturu (1968 až 1976).
Začal psát eseje, povídky, recenze a reportáže publikované mimo jiné v Neue Zürcher Zeitung, Frankfurter Rundschau, Die Zeit. Pořádal literární pořady v radiostanicích Studio Basel, Studio Bern, Hessischer Rundfunk, Bayerischer Rundfunk. Inscenoval večery poezie s herci basilejských divadel.
Od roku 1974 se věnoval filmu, natáčel televizní dokumenty pro švýcarské (SF DRS) a pak i německé TV stanice (ARD), také o výtvarném umění – např. řada Atelierbesuche (Návštěvy v ateliéru).
Jeho dva nejznámější hrané filmy Hunderennen a Das Kalte Paradies vznikly ve scenáristické spolupráci se spisovatelem Jaroslavem Vejvodou.
Po listopadu 1989, v roce 1990, se částečně vrátil do ČR. Žije také ve Švýcarsku, v Basileji.
V roce 1993 navázal spolupráci s Ferem Feničem a pro Febio natočil řadu dokumentů pro cykly Gen, Genus a Oko, při práci na dokumentu Jak se žije zamilovaným a odmilovaným, z cyklu Jak se žije, se rozešli. V polovině 90. let začal spolupracovat s Českou televizí.

## Filmografie

### Přehled dokumentů z let 1974 – 1984
- Russen in der Schweiz (Rusové ve Švycarsku) 1974 Po stopách ruských spisovatelů ve Švýcarsku (Tolstoj, Dostojevskij,  Vladimir Nabokov, Vladimír Maximov, Andrej Sinjavskij, Viktor Někrasov atd…)
- Der Einsame von Münster – Edzard Schaper (Osamělý ve švýcarském  Münsteru) 1975 Osamělost a smrt jsou hlavní myšlenky známého německého spisovatele. První setkání začínajícího filmaře se stárnoucím literátem ve švýcarských alpách.
- Sowjetischer Kulturaustausch (Německo-sovětské kulturní vztahy) 1975 Kritický dokument o německo-sovětské dohodě o přátelství v kulturní praxi.
- Buchpromotion (Knižní reklama) 1975 Sandra Paretti. Portrét známé německé autorky ženských románů. Příklad úspěšného knižního marketingu.
- Humboldt-Stiftung (Humboldtova nadace) 1976 Jak svévolně zacházeli heidelberští universitní profesoři s granty pro své zahraniční kolegy.
- Portugal – der Boden denen, die ihn bebauen (Portugalsko – půda patří těm, kdo na ní pracují) 1976 Levicový převrat v Portugalsku a jeho dopad na zemědělství a venkovskou hierarchii.
- Kärnten Oesterreich (Rakouské Korutany) 1976 Dokument o obtížném vztahu mezi německy mluvícími obyvateli Korutan a jejich slovinskými spoluobčany.
- Der Theatertod des Ernst Hemingway (Divadelní smrt Ernsta Hemingwaye) 1976 Německý dramatik Rolf Hochhuth napsal divadelní hru o posledních hodinách slavného amerického spisovatele
- Subventionierte Kunst: Wer bezahlt unsere Künstler? (Subvencované umění – kdo platí naše umělce?) 1976 Kritická úvaha o tom, jak švýcarská spolková organizace podporuje literáty a malíře.
- Bestseller – und wie man sie macht (Jak se dělá bestseller) 1976 Časosběrný dokument. Na příkladu jedné knihy německého spisovatel Hanse Herlina jsou s ironií ukazovány všechny kroky provázející „výrobu“ masově úspěšného románu.
- Kein Markt für Lyrik (Žádný odbyt pro básně) 1976 Dokument o obtížných existenčních podmínkách švýcarských básníků.
- Warten auf Mendelssohn (Čekání na Mendelssohna) 1976 Portrét svérázného německého spisovatele Edzarda Schapera, který putoval po různých zemích, pracoval pro různé tajné služby a nakonec se uchýlil do Švýcarska. Druhé setkání. Hodinový dokument.
- 30 Jahre Theatre nationale de Strasbourg 1977 Filmová úvaha o hledání nových cest v inscenačním umění na příkladu  Strassbourského  národního divadla a jeho nevšedních představení.
- Eine Lanze für Heinrich Mann (Zastat se Heinricha Manna) 1977 Švýcarský spisovatel Hugo Loetscher a jeho vztah k opomíjenému německému exilovému spisovateli.
- Dissidenten – Biennale (Disidentské Benátky) 1977 O největším a jedinečném setkání antikomunistických disidentů v exilu v roce 1977
- Zwischen den Fronten (Mezi frontami) 1977 Hodinový dokument o osudech židovských umělců - uprchlíků před nacismen a jejich střet se Švýcarskem. Ve filmu vystupují: Leopold Lindtberg, Fritz Hochwaelder, Golo Mann, Hans Weigel, Erwin Praker, Horst Budjuhn, Edwin Maria Landau, Herman Ader a Švýcaři Max Frisch, Kurt Guggenheim, Emmie Oprecht, Oskar Reck, Lazar Wechsler, Lukas Amman etc.
- Der Butt auf der Buchmesse (Platýz na frankfurtském knižním veletrhu) 1977 Filmové postřehy z knižního veletrhu, hlavně o mediálním pozdvižení okolo novinky známého německého spisovatele Günthera Grasse.
- Ist Fotografie Kunst? (Je fotografie uměním ?) 1977 Filmová úvaha o tom, kdy se z fotografie stává umění.
- Angebot und Nachfrage am Kiosk (Literatura z kiosku) 1977 Jaké knížky si můžete koupit v kiosku s novinami. Kdo je píše,  kdo  vydává a kdo je čte.
- Der Existenzkampf schweizerischer Literaturzeitschriften (Existenční boj švýcarských literárních časopisů) 1977 Mají velkou zásluhu o rozvoj kultury, ale jen těžko přežívají.
- Deutsche Schriftsteller und das Tessin (Němečtí spisovatelé a Tessin) 1977 Jižní Švýcarsko jako sídlo slavných spisovatelů. Je idyla pod palmami také dobrým prostředím pro uměleckou práci?
- TNS Mobil 1977 Dokument o nekonvenčním představení Strasburského Národního divadla, které se odehrávalo v autobuse při okružní jízdě městem a v podzemním parkingu, navíc v ruštině.
- Der Stadtschreiber von Bergen-Enkheim (Písmák z Bergen-Enkheimu) 1977 Malé městečko v Hesensku si vybralo spisovatele, kterému umožnilo rok u nich žít a psát za byt a plat.
- INK (Mezinárodní nové umění) 1978 Filmové úvahy o roli švýcarského průmyslu při podporování umění.
- Le Maiollon: Strassburgs neues Kulturzentrum (Le Maiollon: nové kulturní centrum Strasburgu) 1978 Dokument o novém kulturním centru, které probudilo ospalé satelitní město v Elsasku
- Jüdische Kultur im Kanton Aargau (Židovská kultura v kantonu Aargau) 1978 Ve vesnicích Lengnau a Endingen stojí na náměstích místo obvyklého kostela synagoga. Dokument se zabývá pozadím málo známých forem židovských sídlišť.
- Bussang-Festspiele (Letní divadlo v Bussang) 1978 Kouzlo a  historie  tradičních shakespearovských her v obrovském přírodním dřevěném divadle v horách u Elsaska. Portrét svérázného letního divadla.
- Entartete Kunst in Schweizer Museen (Zvrhlé umění ve švýcarských museích) 1978 Cesty tzv. zvrhlého umění (nacisty označeného za zvrhlé) z nacistického Německa do švýcarských muzeí.
- Kunst und Bank (Umění a banky) 1978 Jaké obrazy nakupovali bankéři pro sebe a do kanceláří svých spolupracovníků.
- Wasserspiele (Vodní hrátky) 1978 Glosa o fontáně v centru Saarbrueckenu.
- Kunst per Post (Umění poštou) 1978 Ironický dokument o snaze přijít k snadným výdělkům obchodem s bezcennými obrazy.
- Kontinent 1978 Dokument o slavném ruském exilovém časopise, který měl redakci v Paříži a vycházel v Berlíně.
- 7 x Kunst (7 x umění) 1979 Neobvyklé portréty soudobých moderních umělců mnohdy ve spojení se společenskými aspekty: Benno Walldorf, Bernd Rosenheim, Jan Smejkal, Almut Gernhardt, Reimer Jochims, Edith Hartl von Scheidt, Annegret Soltau
- Kafka 1979 Strasburské Národní divadlo proměnilo část radnice ve Strasburgu na kulisu pro inscenaci Kafkových textů.
- Neue Zürcher Zeitung 1979 Film portrétuje tradiční švýcarský deník, který má ve světě velkou reputaci.
- Ein Restaurant als Romanschauplatz (Restaurace coby kulisa románu) 1979 Portrét jedné alternativní, kolektivně vedené restaurace a jejích kulturních aktivit.
- Büchermacher aus Passion: Verlag 3 (Nakladatelská vášeň) 1979 Časosběrný dokument ukazuje vznik knihy německého malíře Günthera Ueckera a švýcarského básníka Eugena Gomringera, kterou jeho nadšení nakladatelé produkují bez ohledu na úspěch na trhu.
- Verlag Sauerländer Aarau (Nakladatelství Sauerländer Aarau) 1979 Známé nakladatelství  pro děti a mládež náhle vydávalo i neznámé spisovatele a básníky. Filmová úvaha o smyslu změny image.
- Die alte Tante von der Falkenstrasse (Stará teta z Falkenstrasse) 1979 45minutový dokument s hranými prvky. Ironické laudatio k dvousetletému výročí deníku Neue Zuercher Zeitung.
- Sprayer 1979 O jednom z prvních sprayerů, který dráždil veřejnost v Curychu koncem sedmdesátých let.
- Der ungeliebte Riese (Nemilovaný obr) 1979 Portrét známého švýcarského obchodního řetězce MIGROS a nevšední historie jeho vzniku.
- 7 x Kunst (7 x umění) 1979  Neobvyklé portréty moderních umělců mnohdy ve spojení se společenskými aspekty: Helga Kaiser, Lutz Brockhaus, Norbert Wolf, Volker Bussmann, Michael Rögler, Franz Erhard Walter, Otmar Hörl, Astrid Lincke-Zukunft
- Voila Goethe (Hle, Goethe) 1980 Inscenace Buechnerovy  povídky "Lenz" na střešní terase strasburské katedrály.
- 7 x Kunst (7 x umění) 1980 Neobvyklé portréty soudobých moderních umělců  ve spojení se společenskými aspekty: Winnfried Mühlum, Inge Vahle, Bernhard Jäger, Ev Krüger, Wolfgang Oppermann, Kazuo Katase, Wolfgang Schmidt
- Basler Museumspolitik (Basilejská museální politika) 1980 Dokument o vzniku a rozšiřování bohatých basilejských uměleckých sbírek
- 7 x Kunst (7 x umění) 1980 Neobvyklé portréty soudobých moderních umělců ve spojení se společenskými aspekty: Peter Engel, Hans Steinbrenner,Hanja Rau, Pierre Kröger, Wera Röhm, Guntram Porps, Andrea Küpper
- Atelierbesuche (Návštěvy v atelierech) 1980 Neobvyklé portréty soudobých moderních umělců ve spojení se společenskými aspekty: Marita Kaus, Baldur Greiner, Thomas Bayrle, Renate Heyne, Herrmann Goepfert, Darivoj Cadda, Ute Ebeling
- Die Sechziger Jahre: Expansion in den Fortschritt (Šedesátá léta: Expanze pokroku) 1981 Neotřesitelná víra v pokrok, společenský a politický optimismus poznamenaly život a umění šedesátých let. Rozkvět kinetického umění. Neobvyklý dokument, (45 min.)
- Atelierbesuche (Návštěvy v atelierech) 1981 Neobvyklé portréty soudobých moderních umělců ve spojení se společenskými aspekty: E.R.Nele, Barbara Isabella Bauer-Heussler, Walter Heckmann, Doris Conrads, Herbert Hamak, Klaus Dieter Steffens.
- Atelierbesuche (Návštěvy v atelierech) 1981 Neobvyklé portréty soudobých moderních umělců ve spojení se společenskými aspekty: Bernhard Krönung, Joachim Raab, Richard Hess, Renate Sautermeister, Gerhardt Schweizer.
- Atelierbesuche (Návštěvy v atelierech) 1981 Neobvyklé portréty soudobých moderních umělců ve spojení se společenskými aspekty: Irene Peschick, Petr Horak, Kornelia Scholz, Peter Friese, Johannes Musolf, Elvira Bach.
- Die Neuen Wilden (Nový divoši) 1982 Dokument o nových směrech ve výtvarném umění.
- Atelierbesuche (Návštěvy v atelierech) 1982 Neobvyklé portréty soudobých moderních umělců ve spojení se společenskými aspekty: Rolf Lenz, Christian Hanussek, Urf Eberle.
- Dokumenta 7 in Kassel (1.Teil) 1982 Dokument o nejslavnějším festivalu současného výtvarného umění, který se koná každých pět let v německém Kasselu.
- Dokumenta 7 in Kassel (2.Teil) 1982 Další filmové postřehy ze slavné umělecké olympiády, se zřetelem na postavení Švýcarů v této obrovské světové konkurenci.
- Atelierbesuche (Návštěvy v atelierech) 1982 Neobvyklé portréty soudobých moderních umělců ve spojení se společenskými aspekty: Olaf Hauke, Gudrun Differenz, Peter Miyabe.
- Kartause Ittingen (Klášter Ittingen) 1983 Imprese z neobvyklého kláštera, kde kanton Thurgau otevřel nové museum umění.
- Taschenbuecher (Paperback) 1983 Pozadí obchodu s brožovanými (levnými) knihami na příkladu jednoho velkého mnichovského nakladatelství.
- Atelierbesuche (Návštěvy v atelierech) 1983 Neobvyklé portréty soudobých moderních umělců ve spojení se společenskými aspekty: Klaus Böttger, Bruno K., Frank Leissring
- Wie kommt Kunst zu ihren Preisen? (Umění a obchod) 1983 Kdo vlastně určuje cenu uměleckého díla. O zákulisí aukčních síní a komerčních galerií.
- Atelierbesuche (Návštěvy v atelierech) 1983 Neobvyklé portréty soudobých moderních umělců ve spojení se společenskými aspekty: Annegret Emmrich, Uli Diekmann, Jean-Claude Wiedl.
- Atelierbesuche (Návštěvy v atelierech) 1983 Neobvyklé portréty soudobých moderních umělců ve spojení se společenskými aspekty: Walter Hanusch, Klaus Böhmer, Doris Lerche.
- Paprika ohne Feuer (Paprika bez ohně) 1983 Absurdní příběh o tom, jak se maďarští "mičurinci" snažili obrátit papriku vzhůru nohama, aby se dala sklízet kombajnem.
- Wohnungssituation in Ungarn (Bydlení v Maďarsku) 1983 O "slastech" socialistického bydlení v Maďarsku.
- Atelierbesuche (Návštěvy v atelierech) 1983 Neobvyklé portréty soudobých moderních umělců ve spojení se společenskými aspekty: Franklin Gilliam, Vollrad Kutscher.
- Atelierbesuche (Návštěvy v atelierech) 1984 Neobvyklé portréty soudobých moderních umělců ve spojení se společenskými aspekty: H.D.Tyle,Thomas Duttenhöfer, Walter von Rüden, Christiane Kaiser.
- Der Brunnen (Kašna) 1984 Časosběrný dokument o vzniku kašny sochaře Lutze Brockhause v centru Frankfurtu, od lámání mramoru v italské Carraře až po slavnostní odhalení.

### Od roku 1982 je Šafařík činný jako režisér, spoluautor scénářů a producent vlastních projektů, hlavně hraných filmů
- 1982–83 celovečerní hraný film Hunderennen (Psí dostihy). Vyznamenán na mezinárodních festivalech v Mannheimu, Saabrückenu a Amiensu. Promítán na dalších festivalech v Torontu, Los Angeles, Montrealu, Káhiře, San Sebastianu, Strassbourgu, Solothurnu, Locarnu, Chamrousse, Vevey aj. Uváděn v kinech v Německu, Rakousku, Švýcarsku, Kanadě. Vysílán televizemi ORF,DRS,3 Sat. Oceněn Spolkovou prémií za kvalitu, Švýcarsko 1983. V Československu měl premiéru v roce 1990.
- 1985–86 celovečerní film Das kalte Paradies (Chladný ráj). Festivalová vyznamenání v San Remu, Saabrückenu a Bruselu, promítán na festivalech v Montrealu, Londýně, Káhiře, Strassbourgu,  Varšavě, Solothurnu, Locarnu, Norimberku, Tchajpeji, Lyonu, Kodani) byl promítán v kinech v Německu, Rakousku, Švýcarsku. V Německu byl vyhlášen filmem měsíce v únoru 1987. Řada televizních vysílání (ARD, DRS, ORB, Arte, BR, HR, NDR aj.) Zařazen v reprezentativním filmovém výběru Pro Helvetia pro turné v zemích Latinské Ameriky, v Kanadě a ve Francii. Oceněn Spolkovou studijní prémií, Švýcarsko 1986.
- 1987-89  Zlatá panna Celovečerní hraný film. Satira o filmových producentech bez peněz. Promítán mimo jiné na festivalu v Karlových Varech v roce 1990.

### Přehled dokumentů z let 1993 až 2010
- 1993 Atelierbesuche nachgefragt 10 dokumentů, navazujících na řadu Atelierbesuche z let 1978 – 83 pro německou televizi.
- 1993–96 dokumentární filmy v produkci FEBIO s.r.o. pro Českou televizi v cyklech GEN: Jindřich Kolowrat, 1993. Portrét hraběte Kolowrata, sedmadevadesátiletého nestora české šlechty,
- GENUS: Jan Milíč Lochman, 1995. Portrét významného českého protestantského teologa, který se stal rektorem university ve švýcarské Basileji,
- V.I.P.: Edvard Outrata, 1996, o životních osudech rodiny senátora Outraty z doby, kdy byl předsedou Českého statistického úřadu
- Vladimír Budínský 1996, jak žil ministr dopravy,
- a OKO: Exulanti, 1995, navrátivší se exulanti, žijící v jednom panelovém domě na pražském Barrandově, jaký byl jejich odchod a jejich návrat…
- Aristokraté, 1994, co dnes dělají představitelé některých významných šlechtických rodů
- Lichtenštejnové, 1995, exkluzivní rozhovor s knížetem Hansem Adamem II. a historie jeho rodu ve 20. století na pozadí sporu o navrácení majetku na jižní Moravě.
- Hroby naše, hroby vaše, 1995, o vášních kolem rekonstrukce německých válečných hrobů v západních Čechách.

### Hodinové dokumenty
- 1998 Lanďák, medailon herce Pavla Landovského
- 1999 Cenzurované sny – Cesta ke štěstí, příběh patnáctileté politické vězeňkyně v 50. letech v konfrontaci s filmovým příběhem neohrožené traktoristky.
- Cenzurované sny – Republiku si rozvracet nedáme!, osudy představitelů „třídních nepřátel“ ve skutečnosti a na filmovém plátně stalinistické éry v Československu (mj. poslední natočený rozhovor s Anastázem Opaskem)
- Cenzurované sny – Film patří lidu, pocity známých českých herců a filmařů z jejich tvorby v komunistickém období.
- 2000 Milionáři v náhradním ráji, osud amerického manželského páru, který účast na špionáži přinutila strávit více než 30 let v československém socialistickém exilu.
- 2000 Nezvaní hosté, díl z řady Československo ve zvláštních službách – západní špioni ukrytí v ČSSR před vězněním, splácející tuto službu jako agenti StB.
- 2000 Český fenomén: Homo chatař, filmová esej o původu a tradicích chataření a o jeho vlivu na českou společnost i filmové umění.
- 2001 Večer na téma…Umění (žít) v exilu, komponovaný večer s filmem Psí dostihy a původními dokumenty Bernarda Šafaříka o životě v exilu i o souběžné realitě v ČSSR, o návratu a o pocitech Švýcarek, přistěhovavších se do Česka po roce 1989.
- 2001 Český fenomén: Homo chalupář, esej o chalupářích jako lidech budujících idylický venkov minulých století v podobě, v jaké vlastně nikdy neexistoval.
- 2002 Český Honza před branami Evropy, zábavná filmová fantazie na téma připravenosti ČR ke vstupu do Evropské unie s Pavlem Landovským v roli bývalého „ špiona z Bruselu“.
- 2004 Můj zakletý zámek, o vzestupu a pádu jedné české rodiny a co dělat se zámkem na prahu 21. století.
- 2005 Tak, maminko, budou čtyři!, o prvních a v době natáčení zatím posledních českých čtyřčatech, jejich rodičích, starších sourozencích a patronátních kolektivech.
- 2006 Český fenomén: Taneční Úsměvný dokument, snažící se zjistit, co přitahuje moderní postpubescenty na tanečních hodinách, které téměř v nezměněné podobě zažily už jejich babičky či prababičky.
- 2008  My a Matterhorn, Matterhorn a my, Jak se malé Švýcarsko stalo v letech 1968 – 69 pro české uprchlíky velkým přístavem.
- 2010  Odepsaní ze života (26 min) O tragickém konci literátů Karla Michala a Jiřího Pištory
- 2015 Můj zakletý zámek Časosběrný dokument, natočený 2002 – 2014, spojující film z roku 2004 s novým materiálem.
- 2015 Zlomy, vlomy, polomy Švýcarská malířka Bertha Safarik v Čechách
- 2015 Art Basel, olympiáda umění a komerce
- 2016 projekt Národní galerie v Praze
- 2017 Národní galerie v Praze